# Рум'янцев-Задунайський Петро Олександрович
Петро́ Олекса́ндрович Рум'я́нцев-Задуна́йський (рос. Румянцев Петр Александрович, 4 [15] січня 1725, с. Строїнці, Російська імперія — 8 [19] грудня 1796, с. Ташань, Переяславський повіт, Полтавська губернія, Російська імперія) — російський державний діяч, полководець, генерал-фельдмаршал (1770), граф. Відзначився в Семирічній війні, а особливо як командувач армії в російсько-турецьких війнах 1768—1774 (битви при Ларзі й Кагулі) та 1787–1792 років.
У 1764 році призначений президентом Малоросійської колегії та генерал-губернатором Лівобережної України.

## Походження
Офіційно він син Олександра Рум'янцева (1680—1749) — денщика російського імператора Петра І і Марії Матвєєвої, онуки відомого російського дипломата Артамона Матвєєва (1625—1682).
Артамон Матвєєв служив в Україні, був прихильником дружніх стосунків із козацькою старшиною. У період визвольної війни в Україні стояв на позиціях приєднання України до Московії. Саме Матвєєв доклав зусиль до приєднання міста Києва в XVII столітті до підлеглих Московії міст України. Мав складні стосунки з нащадками царя Московії Олексія Михайловича і в 1676 році разом із родиною був у засланні на Півночі Московії. Трагічно загинув у Москві під час Хованщини.
Збереглися історичні перекази та плітки, що мати Рум'янцева Марія була однією з коханок царя Петра I. Аби приховати гріх і вагітність, її поспіхом видали заміж за денщика царя. Після народження дитини той на честь царя отримав ім'я Петро. Його хрещеною матір'ю була дружина Петра І, імператриця Катерина I.

## Навчання

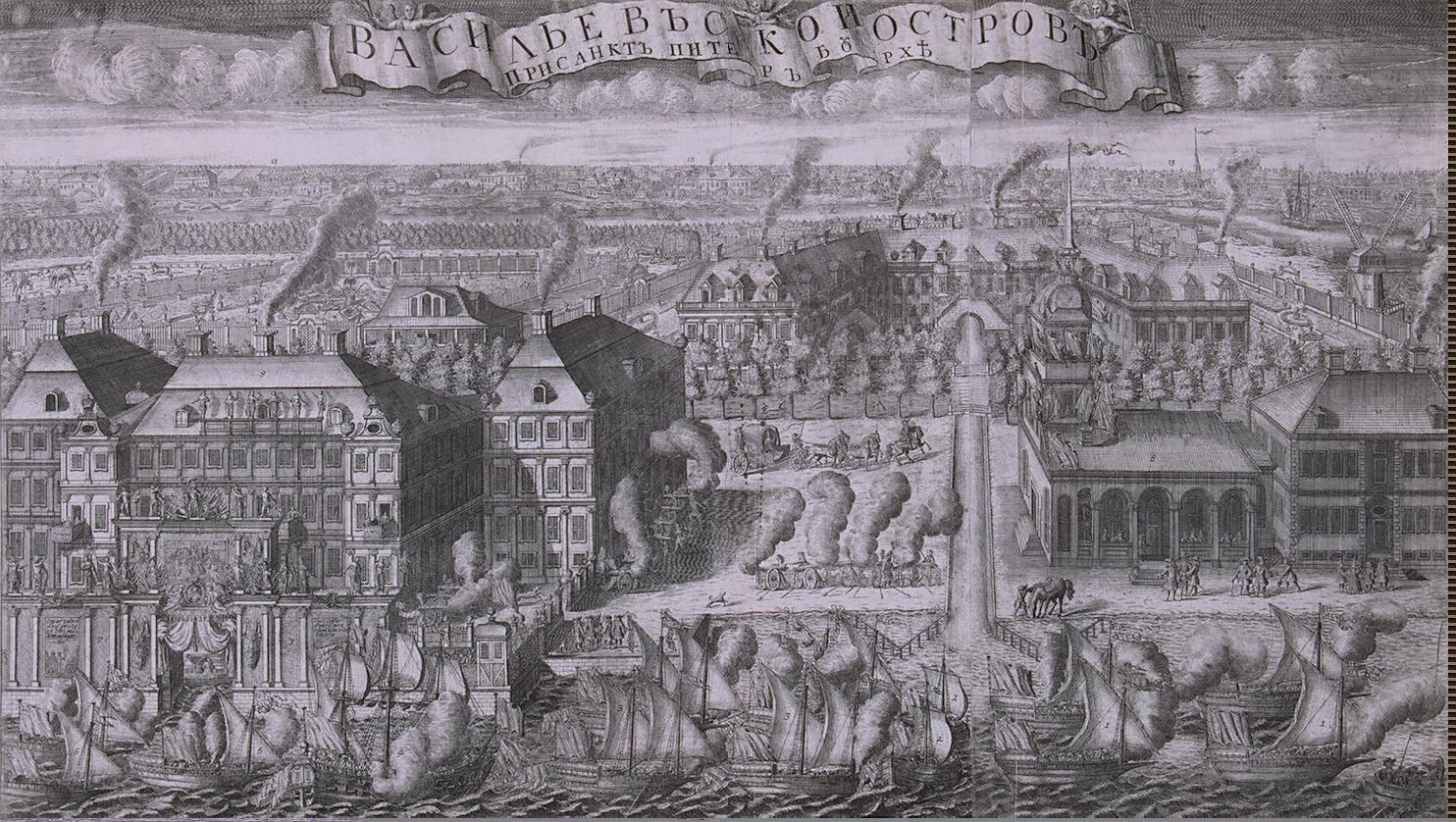
Садиба Меншикова з посольським палацом і бароковим садом, 1715 р., гравер О. Зубов

За тодішнім звичаєм дворянських родин у віці шести років записаний у лейб-гвардії Преображенський полк, але залишався в родині. До 14-ти років жив на території України та отримав домашню навчальну освіту. Вчителем малого Петра Рум'янцева був місцевий педагог Тимофій Сенютович.
Аби забезпечити хлопцеві добру кар'єру, батьки добилися направлення сина в Берлін у штаті російського дипломатичної місії в 1739 році. Розповідають, що жвавому підліткові все було нудно, він сильно бешкетував, покидав місію тощо. З посольство до імператриці постійно повідомлялося про його розгульний спосіб життя Петра у Берліні. Так, в одному з них барон Бракель пише про прохання Рум'янцева повернутися додому, оскільки через свою поведінку він більше не може з'являтися на публічних заходах у Берліні. Також Бракель неодноразово наголошував на небажанні молодого Петра займатися цивільною службою і стверджував, що той має більше схильності до служби військової.
У 1740 році його за непристойну поведінку відкликають до Петербургу та зараховують у Сухопутний шляхетський корпус. Військовий навчальний заклад на кшталт університету розміщався в Меншиковському палаці опального вельможі Петра І, який мав власний театр, бібліотеку, розкішний регулярний сад, один з перших у Росії на зразок садів бароко Франції.
Рум'янцев також не втримався в Сухопутному корпусі і самовільно покинув його. Наглядач за вельможною дитиною генерал-фельдмаршал Бурхард Мініх у відсутність батька відправив молодика в армію, де той отримав чин підпоручика.

## Військова кар'єра
Військова кар'єра почалася в Фінляндії, де він брав участь у російсько-шведській війні 1741—1743 років. Отримав чин капітана. Був відправлений батьком у Петербург до імператриці з приємною звісткою про Абоську мирну угоду. Дочка Петра І, імператриця Єлизавета І, що знала перекази про батьківство Петра Рум'янцева, зраділа звістці й дарувала молодику одразу чин полковника. Наказом імператриці його роблять командиром Воронезького піхотного полку.

## Графи Рум'янцеви

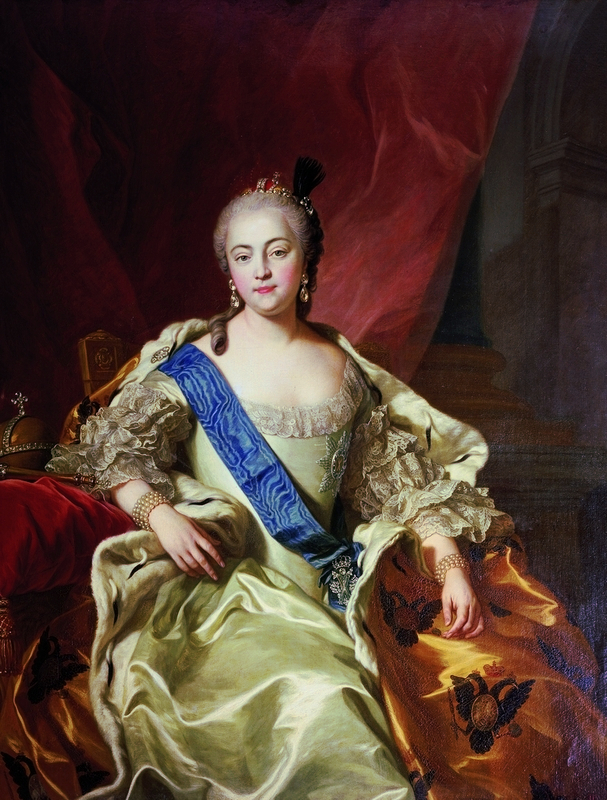
Імператриця Єлизавета І, художник Шарль Ван Лоо

З 1744 року батько Петра, Олександр Рум'янцев, отримав від імператриці графський титул для себе й усіх нащадків. Так молодий Петро Рум'янцев став ще й графом.  У цей період Рум'янцев був більш відомим як хвацький офіцер, гульвіса та гравець, що безтурботно тринькав батьківські гроші, про його витівки ходили легенди у столиці. Рум'янцев одного разу провів навчання батальйоном перед будинком одного ревнивого чоловіка абсолютно голим. 
Під тиском батька молодий граф узяв шлюб з княжною Е. М. Голіциною, рід якої йшов від Михайла Чернігівського. У цьому шлюбі народилося три сини: Михайло, Миколай і Сергій. Після смерті батька у 1749 році, Петро, як старший син, став нащадком усієї спадшини родини.

## Семирічна війна (1756—1763)
Широкомасштабна війна, що охопила всі великі європейські держави того часу і перетнула океани, перекинувшись на Північну Америку і навіть Філіппіни.
Наслідки для Європи були сумними. Але королі (Фрідріх ІІ) применшували втрати і святкували мирні угоди. Австрія — 400 тис. вбитих. Пруссія — втратила близько 262 500 чоловік, хоча сам Фрідріх офіційно оголосив про 180 000 вбитих. Росія — 138 тис. вбитих. Франція — 168 тис. вбитих. Англія — 20 тис. убитих. Іспанія — 3 тис. вбитих. У цілому за війну було вбито понад 600 тис. солдатів і 700 тис. мирних жителів. Загальні втрати склали 1 млн. 300 тис. чоловік.

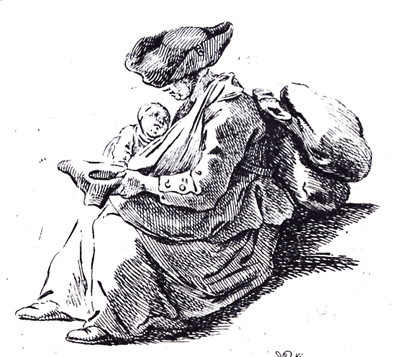
Гравер Даніель Ходовецький. Жебракуюча солдатська удова в Німеччині, XVIII ст.

Військова кар'єра Рум'янцева, що мав уже чин генерал-майора, швидко просувалась вперед і до закінчення війни отримав Орден Олександра Невського. Він брав участь у битві під Гросс-Єгерсдорфом, у битві під Кунерсдорфом, у взятті прусських міст Кенігсберг і Кольберг.

## Нова цариця— нові призначення
Отримав наказ передати командування підпорядкованим йому військовим корпусом генерал-аншефу П. Паніну, а самому негайно прибути в імператорський палац. Румʼянцев виконав наказ й у своїй відповіді імператриці вказав, що негайно прибуде до її імператорського двору. Проте, П. Румʼянцев не спішив повертатися до Петербурга, а згодом повідомив Катерину ІІ про свою хворобу та попросив її дати йому можливість залишитись у Європі для лікування. Імператриця не заперечувала й дозволила, Румʼянцеву ще певний час залишитись у Європі, пройти лікування і вже потім прибути до імператорського двору. Тісно пов'язаний з двором імператриці Єлизавети І та Петра III, Рум'янцев забажав відставки при Катерині II. Адже добре знав її вороже ставлення до Єлизавети, що ображала Катерину. Імператриця не прийняла її відставки.
У свою чергу Катерина, що сформувалася у відчайдушного, ризикованого політика, позбавлялася багатьох прибічників померлої імператриці. Отримали відставки чи виїхали за кордон граф І. І. Шувалов, гетьман К. Г. Розумовський, М. І. Воронцов (1714—1767) та інші. Вельможі меншого рангу масово переселялися у Москву чи свої родинні садиби.

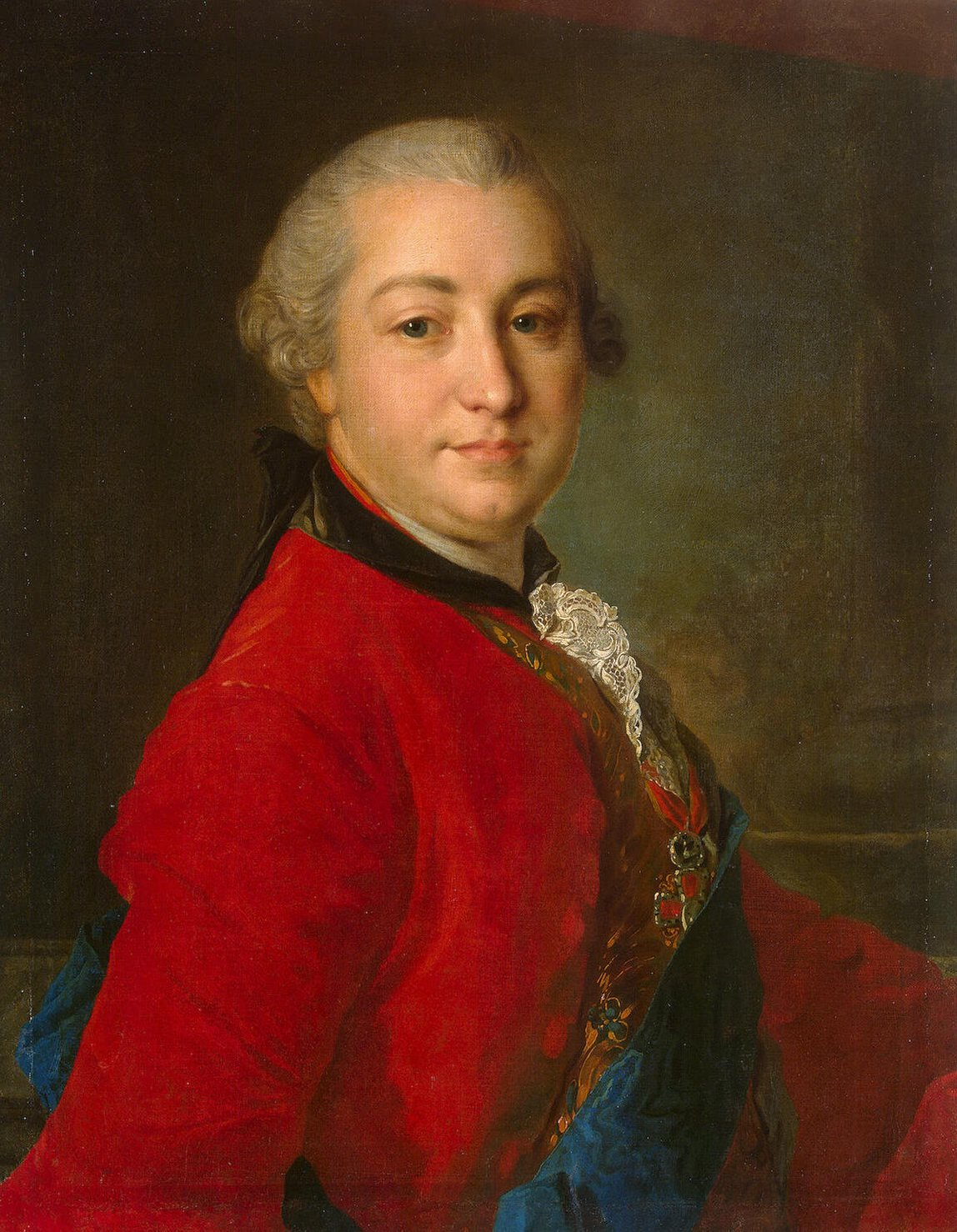
І. І. Шувалов, худ. Рокотов
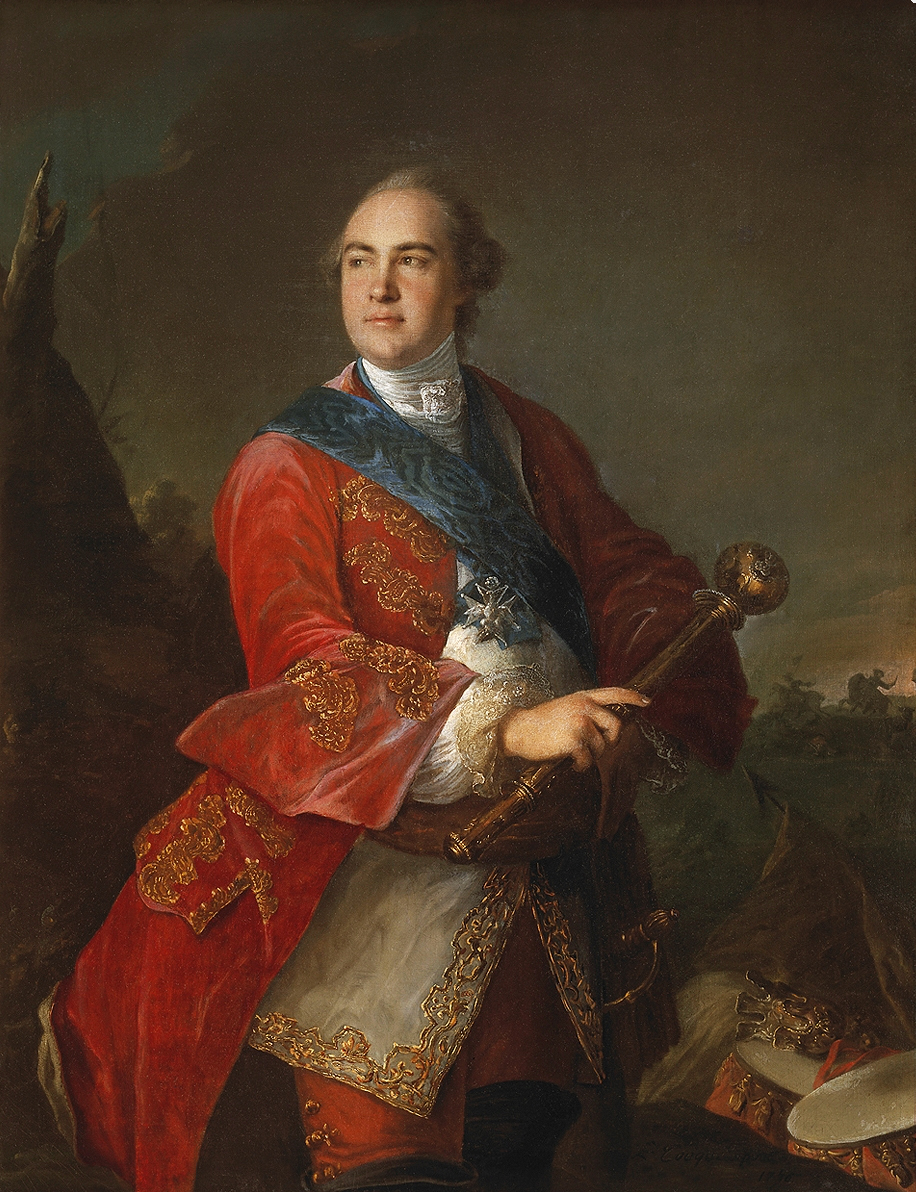
Кирило Розумовський, худ. Луї Токе
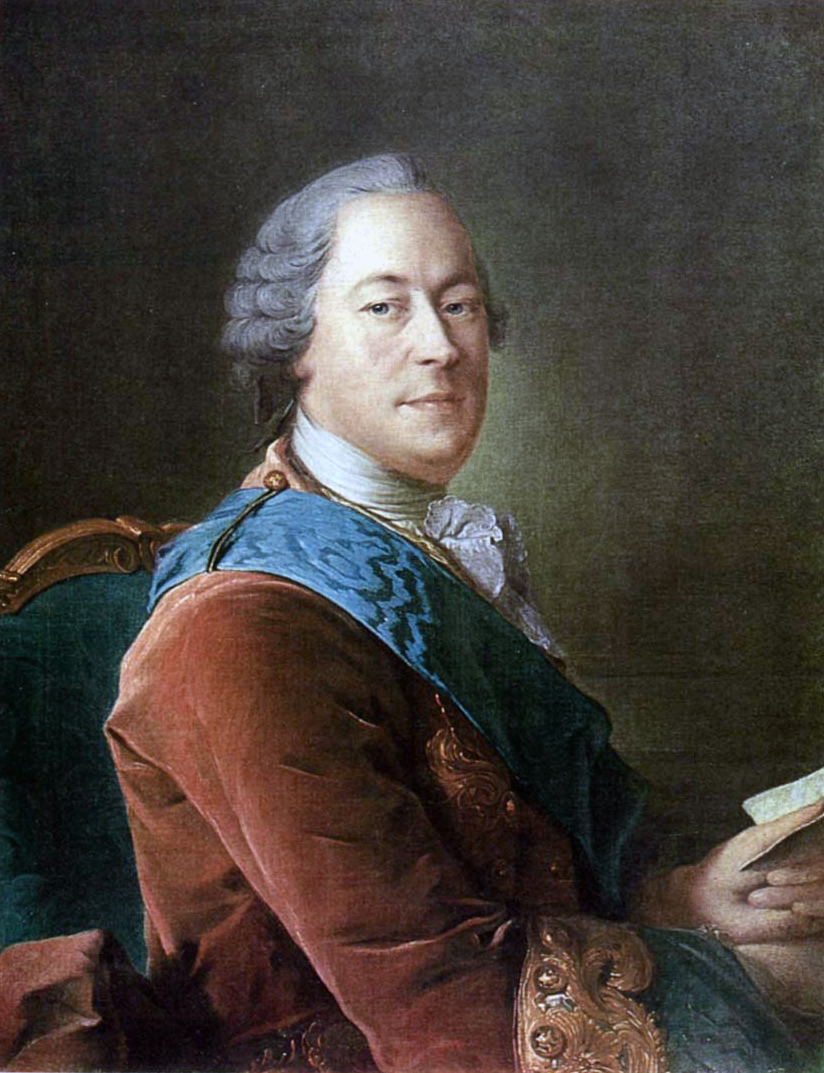
Канцлер М. І. Воронцов, худ. О. Антропов
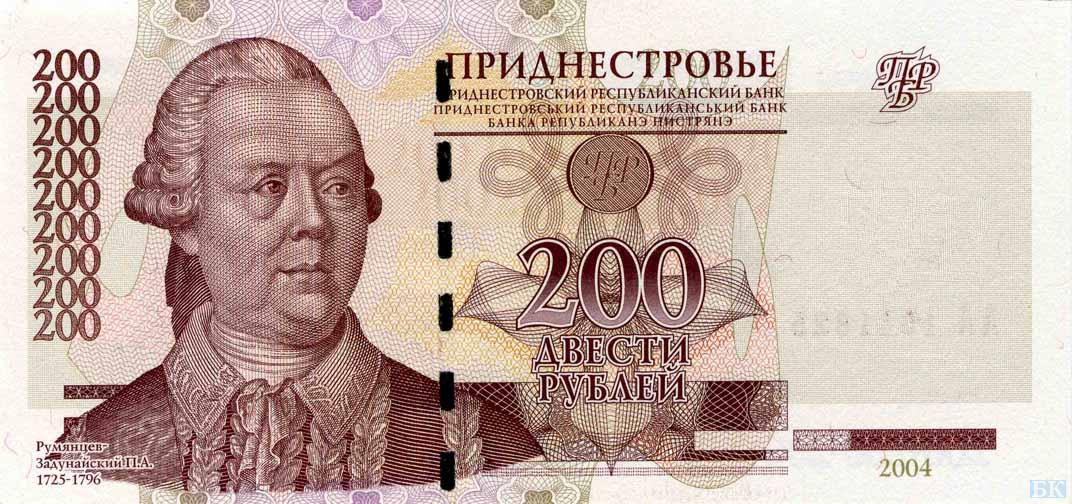
Петро Рум'янцев-Задунайський на грошах Придністров'я

Аби позбавити прихистку канцлера М. І. Воронцова в Санкт-Петербурзі, Катерина ІІ викупила Воронцовський палац (Петербург), що довго стояв порожнім, а пізніше був перетворений на Пажеський корпус. Новий двір нової імператриці оточили нові люди — брати Орлови, бастард князя Трубецького Іван Бецькой, княгиня К. Воронцова-Дашкова, Паніни, Чернишови та інші.

## Генерал Рум'янцев та імператриця Катерина II
Катерина ІІ з підозрою відносилась до Петра Рум'янцева. Але не збиралась кидатися авторитетним полководцем, генералом із військовим досвідом. Очевидно, вона не хотіла налаштовувати проти себе Рум’янцева, який мав хороші зв’язки при дворі. До того ж вона цінувала його як умілого командувача військами. Тому у відповідь на його прохання про відставку написала дуже дипломатичного листа, у якому пояснила, що йому нічого не загрожує через його прихильне ставлення до Петра ІІІ, а натомість він буде удостоєний тієї пошани, на яку заслуговує Вона робить вдалий політичний хід: Рум'янцев залишається генералом, але призначає командувачем Естляндської дивізії. Це викликало невдаволення останнього. У 1764 року завдяки протекції братів Орлових, які представили молодого генерала імператриці в хорошому світлі, він зумів відновити довіру до себе. Ще однією з імовірних причин милості імператриці до Румʼянцева став факт, що його сестра Парасковія, дружина графа А. Я. Брюса, була статс-дамою й близькою подругою Катерини ІІ. 
Петро Рум'янцев призначається генерал-губернатором Малоросії, як в імперії називали Лівобережну Україну. Фактично генерал Рум'янцев обійняв посаду звільненого гетьмана Кирила Розумовського, але на російській службі, для російської імператриці і задля цілей Російської імперії. Це була якісно інша позиція на відміну гетьманата К. Г. Розумовського. А Рум'янцев наполегливо виконував накази імператриці з Санкт-Петербурга. В інструкції імператриця доручала Рум’янцеву звернути особливу увагу на заборону переходити селянам із місця на місце та проведення нової ревізії. Основним же завданням Рум’янцева мало
стати: «згладження того антагонізму, який існує між двома народами». Також імператриця зазначала, що українські землі є плідними й багатими, але, незважаючи на це, імператорська казна останнім часом не отримувала ніяких прибутків від них. У зовнішній політиці імператриця рекомендувала особливо зосередитися на відносинах із сусідніми державами, зокрема Туреччиною та Польщею. А щодо внутрішньої політики, то тут Катерину ІІ особливо тривожили стосунки між українцями й росіянами, які часто мали досить виражений ворожий характер. Вона писала, що малороси вороже ставляться до росіян, які, зі свого боку, дивляться на них із презирством. При цьому Катерина ІІ рекомендувала більш уважно стежити за козацькою старшиною, адже саме вона, на думку імператриці, підбурювала народ до цієї ненависті.
У 1765 році новопризначений генерал-губернатор прибув в Україну, зробив інспекційний об'їзд, наказав зробити генеральний опис провінції Російської імперії, що був складений у 1767 році в Москві.

## Російсько-турецькі війни кінця XVIII ст
Рум'янцев брав участь у російсько-турецьких війнах 1768—1774 та 1787—1792 років. Перемоги у веденні воєн та мирні угоди (при Яссах, Кагулі, угода Кючук-Кайнарджи) та ін. пишно відзначалися в Санкт-Петербурзі і Москві. Почали сходити над військовим обрієм нові зірки — Олександра Суворова, Григорія Потьомкіна, Михайла Кутузова.

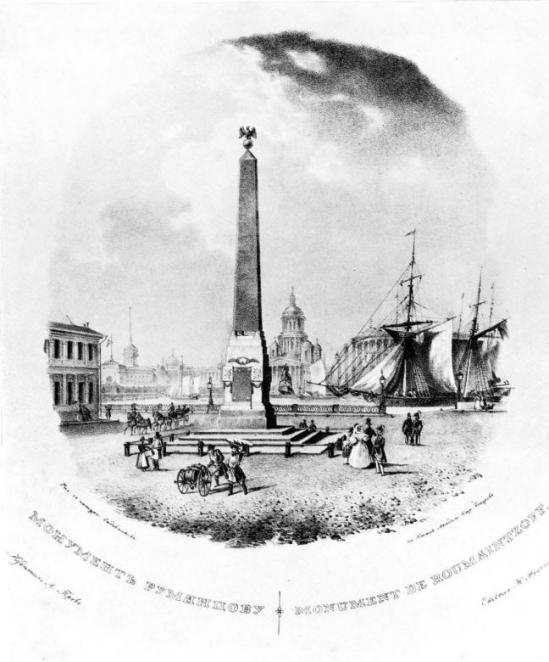
Рум'янцевський обеліск біля Шляхетського корпусу. Літографія Карла Бегрова. ХІХ століття.

Укладена вигідна для імперії Кючук-Кайнарджийська мирна угода спонукала Катерину ІІ дати Петру Рум'янцеву жезл фельдмаршала. Він отримав додаток до прізвища — Задунайський (на знак успішних військових дій, перенесених на задунайські території) і нові землі для себе.
Але обережний Рум'янцев відмовився від тріумфальної ходи в Москві, яку йому бажала дозволити могутня імператриця. Імператриця таки наказала створити декілька монументів в столиці на знак військових перемог Рум'янцева-Задунайського, Потьомкіна-Таврійського, Суворова-Римницького. Був встановлений Рум'янцевський обеліск на Марсовому полі в Санкт-Петербурзі. Пізніше його перенесли в садок біля Сухопутного шляхетського корпусу, що не зміг закінчити непосидючий підліток Петро Рум'янцев.

## Намісництво в Україні
Хоча сам П. Рум’янцев на посаді генерал-губернатора володів досить широкими правами, він повністю підпорядковувався імперському уряду і діяв суто за інструкцією Катерини II. Після прибуття на місце він майже півроку витратив на інспекторський об'їзд підконтрольних йому територій. Під час цього об'їзду Рум'янцев зібрав 228 повідомлень та скарг від місцевих жителів.
У перший період свого намісництва в Україні (1760—1770) провадив рішучу централістичну політику російського уряду щодо Гетьманщини, що виявилося зокрема під час виборів до Комісії для складання нового «Уложенія» 1767 року (боротьба з автономістичними прагненнями української людности, зокрема козацької старшини й духовенства). У Гетьманщині вибори до Комії позначилися кількома несподіваними інцидентами. Так, на зборах ніжинського та батуринського шляхетства ухвалено рішення щодо прохання про дозвіл обрання гетьмана. Рум’янцеву це не сподобалось і він
відрядив бунчукового товариша Олександра Безбородька та секретаря Малоросійської колегії Петра Завадовського, які привезли інший наказ, нібито укладений цим шляхетством. Шляхетство одноголосно ухвалило, що вони будуть захищати старий наказ, також ними обрано депутата, яким став батуринський підкоморій Григорій Долинський. Це викликало гнів П. Рум’янцева. Він скасував обрання Долинського, а на виборців наклав грошову кару в сумі 550 карбованців. Усіх виборців позбавлено урядових посад, наказано надалі не призначати їх на жодні посади. Крім того, усіх обраних депутатів віддано під суд, який провадився найбрутальнішим способом. Вирок був жорстокий: 11 осіб засуджено до смертної кари, решту – на довічне увʼязнення. Катерина ІІ помилувала всіх засуджених, не бажаючи сіяти невдоволення серед старшини, а також із мотивів позиціонування себе як ліберальної правительки. Ця справа набула широкого розголосу по Україні, а протест Долинського та його товаришів проти поводження з ними російської адміністрації розходився у відписах по всій Україні. 
За ініціативою Румянцева-Задунайського переведено реформи козацької служби, податкової системи (встановлення подушного податку), поштової справи, а головне — генеральну ревізію економічного стану населення Гетьманщини (див. Рум'янцевський опис Малоросії 1765—1769).
За урядування Румянцева-Задунайського ліквідовано рештки української автономії (скасування Малоросійської колегії й полкового устрою в 1781—1782 роках, поділ Гетьманщини на три намісництва — Київське, Чернігівське й Новгород-Сіверське, поширення з 1782 року на Україну російської системи адміністрації й судівництва, ліквідація козацького війська й заміна його карабінерськими полками, поширення на Україну «Жалуваної грамоти» дворянству 1785 року і Міського положення 1775 року, закріпачення українського селянства 1783 року й секуляризація монастирських маєтків 1786 року). 1779 року отримав додаткове під своє урядування Курське і Харськівське намісництва.
Але в другий період свого намісництва Румянцев-Задунайський, одержавши або придбавши собі величезні маєтки на Лівобережній Україні, й перебуваючи у зв'язку з російськими опозиційними колами, що орієнтувалися на царевича Павла Петровича й були ворожі до Григорія Потьомкіна, увійшов у близькі стосунки з українськими автономістами. Це викликало велике невдоволення Катерини II, яка 1789 року усунула Румянцева-Задунайського від керування колишньою Гетьманщиною й призначила на його місце генерала Михайла Кречетнікова (1790). 
Останні роки Рум'янцев-Задунайський прожив у своїх маєтках в Україні, оточений увагою й пошаною з боку українського шляхетства, що виявилося зокрема в позитивній оцінці в «Історії Русів» діяльності Румянцева-Задунайського. Він помер самотнім від удару і був похований у Києво-Печерській лаврі ліворуч від кліросу Успенської церкви, поховання не збереглося. Нащадки його володіли маєтками на Лівобережній Україні до ХХ століття. Невдовзі завдяки Катерини II починає формувається патриціотичний міф про Рум'янцева, який напочатку XIX ст. став частиною військового пантеону з полководців О.Суворова, М.Кутузова і О. Рум'янцева.

## Маєтності

### Українські
Збережена, нині (на 2009 рік) санаторій. Занадто складний та чудернацький поземний план палацу в Вишеньках робить його винятком і шедевром. Встановити автора видатного плану не вдалося, хоча зрозуміло, що це високопрофесійний витвір креслень архітектора, архітектурної графіки взагалі. Багатьом дослідникам цей план нагадує літеру Е і спонукає думати, що це натяк на ім'я Екатерина російською. Палац виконаний в стилі псевдоготики, різновиду романтичної лінії російського імперського класицизму. В стилі псевдоготики була вибудована і інша садиба Рум'янцева-Задунайського в селі Троїцьке-Кайнарджи під Москвою (можливо, архітектор М. Казаков, не збереглася).
Садибу Вишеньки після закінчення будівництва відвідала імператриця Катерина II під час своєї подорожі в Україну і Крим.
Лише провінційне втілення блискучого проекту дещо знижуе надзвичайні мистецькі якості палацу — винятку в садибі Вишеньки.
Іншими значними володіннями Рум'янцева стали Качанівка і Ташань, де було зведено розкішні палаци і парки. Саме в Ташані й помер Петро Рум'янцев.

### Білоруські
1777 року Петро Рум'янцев-Задунайський став першим власником села Гомій та частини старовинного Гомельського городища разом з дитенцем. Тут було зведено палац, розбито парк. 

### Російські
1770 року отримав маєток біля села Топаль Топальської сотні Стародубського полку. Сьогодні це Клинцовський район Брянської області Російської Федерації. 
1774 року отримав у володіння село Троїцьке поблизу Москви, яке було перейменовано на Кайнарджі — на честь укладання Кучук-Кайнарджіського миру. На тепер маєток втрачено, його землі увійшли до меж міста Балашиха.

## Творчість
Свої ідеї Рум'янцев виклав в «Інструкції» (1761), «Обряді служби» (1770) і «Думках» (1777). Також вони були використані при виробленні статутів і реорганізації російської армії у 2-й половині XVIII ст.
Також в його доробку є доповідь «Про зловживання за посадою з боку адвокатів, які були засновані при колегії та генеральному суді для допомоги козакам та державним селянам у веденні справ» (1767 рік), «Записка про розглянуті в Малій Росії недоліки, про виправлення яких у Малоросійській колегії трактувати повинно» (1767 рік). 